# Joan Bonaventura Birotteau
Joan Bonaventura Birotteau (Perpinyà, 21 d'octubre de 1758 - Bordeus, 24 d'octubre de 1793) va ser un diputat nord-català a la Convenció Nacional durant la Primera República Francesa
Abans de l'esclat de la Revolució fou advocat a Perpinyà; el 1789 va passar a formar part del govern municipal de Perpinyà i després fou secretari de districte de la ciutat. El 1792 va ser elegit diputat pel departament dels Pirineus Orientals a la Convenció Nacional, a la qual s'alià amb els girondins; per això, va llançar atacs contra la Comuna de París i contra els autors de les matances del 2 de setembre. El 19 de setembre de 1792, la seva proposta de traslladar la Convenció a un altre departament va provocar la rèplica desesperada del girondí François Buzot "tu ens portes a la perdició". Durant el procés contra Lluís XVI, va votar a favor de la pena de mort però deixant-la en suspens. L'1 d'abril de 1793, la seva denúncia contra Fabre d'Églantine per haver presentat al Comitè de Seguretat General la proposta de restaurar la monarquia com a mitjà de salvar la pàtria, li va valer l'hostilitat dels sectors indulgents propers a Danton.
El 2 de juny de 1793, arran de la purga dels girondins de la Convenció, fet que va donar origen al Terror, es va donar ordre de detenció contra Birotteau, a qui es va posar sota arrest domiciliar vigilat per un gendarme anomenat Cassanyes, que també era català, i que el va ajudar a fugir. Birotteau va aconseguir arribar a Lió, on va fer una crida a marxar contra els Montagnards que, a París, controlaven la Convenció; però veient que els que volien dirigir la insurrecció lionesa era els monàrquics, va refugiar-se a Bordeus, on fou descobert per la comissió militar. Birotteau fou guillotinat a Bordeus a la Plaça Dauphine el 24 d'octubre de 1793 sota les finestres de la casa on vivia Jean-Lambert Tallien, llavors enviat per la Convenció com a representant al departament.